# Susan Kayser
Susan Kayser es una astrónoma estadounidense. Fue la primera mujer en obtener un doctorado en astrofísica en el Instituto de Tecnología de California, lo que atrajo la atención de los medios de comunicación en aquel entonces. Su investigación de tesis incluyó el estudio más exhaustivo de la galaxia irregular NGC 6822 hasta 2002. Pasó su carrera en la NASA trabajando en los experimentos de radioastronomía de la nave espacial Helios y del International Cometary Explorer (más tarde llamada International Sun-Earth Explorer-3) y con la Fundación Nacional para la Ciencia trabajando en el Observatorio Gemini.